# Kaws
Kaws (англ. Kaws, стилизованное KAWS, настоящее имя Брайан Доннелли (Brian Donnelly); род. 1974) — известный в профессиональном плане как Kaws (стилизованный под KAWS), американский художник и дизайнер. В своих работах он неоднократно использует множество фигуративных персонажей и мотивов, некоторые из которых восходят к началу его карьеры в 1990-х годах, первоначально написанные в 2D, а затем реализованные в 3D. Некоторые из его персонажей - его собственные творения, в то время как другие являются переработанными версиями существующих айконов.

## Биография
Родился в 1974 году в Джерси-Сити, штат Нью-Джерси.
В 1996 году поступил в Школу изобразительных искусств в Нью-Йорке, получив по её окончании степень бакалавра изобразительных искусств в области иллюстрирования. После этого некоторое время работал в компании Jumbo Pictures, в качестве внештатного аниматора создавал фоновые картинки для мультсериалов «101 далматинец», «Дарья» и «Даг». Работая аниматором днем и художником граффити по вечерам, Брайан создал себе имя Kaws, основываясь на том, как выглядят написанными эти буквы.
В 1990-х годах в Нью-Йорке он начал создавать рекламу для рекламных установок, на телефонных будках и автобусных остановках, используя идеи, которые ему подавал его друг и коллега по граффити Барри Макги. Затем он поработал в Париже, Лондоне, Берлине и Токио. В 1999 году, уже  с именем Kaws, он сделал с японской компанией по выпуску одежды Bounty Hunter свою первую игрушку — Companion, необычную виниловую фигуру Микки Мауса. Критики считали, что на его работы повлияли такие художники, как Герхард Рихтер, Клас Олденбург и Чак Клоуз; также его сравнивали с такими знаменитым человеком, как Энди Уорхол — за его привлекательность на рынке и способность стирать грани между коммерческим и изобразительным искусством.

## Творчество

### Художественное
Акриловые картины и скульптуры художника навеяны персонажами кино и мультфильмов: Companion, Accomplice, Chum и Bendy; серия The Kimpsons по мотивам сериала «Симпсоны»; он переработал на свой манер персонажей — Микки Маус, Michelin Man, Смурфы, Снупи и Губка Боб.
Работы Kaws периодически с 1999 года появляются в магазинах Colette в Париже. Также работы художника были представлены на передвижной выставке «Beautiful Losers», показанной сначала в Центре современного искусства в Цинциннати, а затем по США и Европе. Под его работу Companion был адаптирован в воздушный шар на параде 2012 года Macy's Thanksgiving Day Parad. Этот герой стал настолько популярен, что его скульптуры Kaws выполнил для выставок в Швейцарии, Китае, Гонконге, Малаге и Лондоне.
1 апреля 2019 года на аукционе Sotheby's в Гонконге одна из работ Kaws была продана за 14,7 миллиона долларов США, став новым аукционным рекордом художника.
Его работы выставляются в художественных галереях, хранятся в постоянных коллекциях различных музеев и приобретаются коллекционерами, в числе которых музыкальный продюсер Swizz Beatz, видеоблогер Пьюдипай, рэпер Фаррелл Уильямс. Был опубликован ряд книг с иллюстрациями Kaws.

### Коммерческое
Со времени выпуска своей первой виниловой игрушки от японской марки одежды Bounty Hunter в 1999 году, дизайнер сотрудничал в разработке игрушек с другими японскими компаниями: Nigo, Medicom Toy и Santastic!. Вместе с компанией Medicom Toy создали OriginalFake — бренд и магазин в Аояме.
Он также сотрудничал с Дзюном Такахаси в создании бренда Undercover; выступал как художник телесериала Kung Faux Майкла Нейманна (Michael Neumann); участвовал в проектах Burton Snowboards, Vans, Supreme и DC Shoes; разработал стеклянные бутылки для Dos Equis компании Cuauhtémoc Moctezuma Brewery и Hennessy; коврики для Gallery 1950 и упаковку для косметики Kiehl's.
В 2008 году он сотрудничал с Джоном Майером в разработке медиатора для гитары. В этом же году Kaws создал обложки альбомов для музыкантов Towa Tei, Cherie, Clipse и Канье Уэста, а также в числе группы художников  участвовал в разработке дизайна кроссовок Air Force компании Nike.
В ноябре-декабре 2010 года он иллюстрировал обложки журналов для The New Yorker, Clark Magazine, i-D  и Sneeze Magazine.
Для церемонии MTV Video Music Awards 2013 года Kaws изменил дизайн трофея MTV Moonman, сделав его в стиле Companion; а его 3D-модель была использована для создания надувной версии высотой 60 футов.
В 2014 году художник разработал дизайн флакона для аромата «Girl» от Comme des Garçons. В 2016 году Kaws сотрудничал с японским магазином одежды Uniqlo для производства линейки недорогих футболок и аксессуаров.
Весьма продуктивным выдался для дизайнера 2017 год: в марте дочерняя компания Nike Jordan Brand выпустила в сотрудничестве Kaws кроссовки Air Jordan и ряд других предметов одежды; в апреле Kaws снова сотрудничал с магазином одежды Uniqlo и комиксом Peanuts Чарльза Шульца для производства линейки футболок, аксессуаров и плюшевых игрушек, которые были весьма доступны по цене; в мае Нью-Йоркский музей современного искусства выпустил ограниченным тиражом фигурки Companion за 200 долларов, что привело к сбою веб-сайта музейного магазина MoMA Design Store из-за беспрецедентного выросшего трафика; также в мае 2017 года британский аукционный дом Phillips продал бронзовую скульптуру Seated Companion (2011) примерно за 411 000 долларов США.
В ноябре 2018 года Kaws в очередной раз сотрудничал с магазином Uniqlo для создания ассортимента одежды и мягких игрушек на основе популярного детского шоу «Улица Сезам».